# Stadio do Restelo
Lo stadio do Restelo (in portoghese Estádio do Restelo) è un impianto sportivo polivalente portoghese di Lisbona.
Sorge nel quartiere cittadino di Belém e fu inaugurato nel 1956.
Ha una capienza di circa 20 000 posti e ospita le partite interne del Belenenses.
Lo stadio ha ospitato anche numerosi concerti, fra cui l'apertura del tour estivo dei Queen (Queen + Paul Rodgers On Tour Summer) il 2 luglio 2005.
Ha ospitato la finale della UEFA Women's Champions League 2013-2014.